# 蒼色
蒼色（英語：horizon），是属于青色和灰色之间的一種顏色，經常用於對天氣或者面部的形容。

## 中文名称及原意
「蒼」在中文中的原意是一種綠色、藍色、灰色和白色的混合色。中文裏有“蒼天”的說法，也有「天蒼蒼，野茫茫」的诗句，經常可指代苍茫的天空，也可指代蒼白、蒼老的臉，是一種較為陰鬱憂愁的颜色。

## 其它國家的用法
在同樣使用漢字的日本，和“青色”的模式一樣，日本人更加認為蒼是一種蓝色（天空藍），日文中的蒼天就是藍天，甚至、的讀音在日本都是一樣的，都讀成“A OU”。
在韓國，蒼色也被称为“空色”，其來源可能與佛教的四大皆空有關，但是並無具體考證。韓國的蒼色并非像日本一样是明顯的藍色，而是接近灰藍色，雖然和中國的蒼色接近，但是韓文的蒼色比顏色更深，如同墨水。